# Нилпхамари (округ)
Нилпхамари (бенг. নিলফামারী জেলা, англ. Nilphamari District) — округ на севере Бангладеш, в области Рангпур. Образован в 1984 году. Административный центр — город Нилпхамари. Площадь округа — 1641 км². По данным переписи 2001 года население округа составляло 1 550 686 человек. Уровень грамотности взрослого населения составлял 25,35 %, что значительно ниже среднего уровня по Бангладеш (43,1 %). Религиозный состав населения: мусульмане — 82,64 %, индуисты — 17,17 %.

## Административно-территориальное деление
Округ состоит из 6 подокругов.
Подокруга (центр)
1. Нилпхамари-Садар (Нилпхамари)
2. Саидпур (Саидпур)
3. Джалдхака (Джалдхака)
4. Кишоргандж (Кишоргандж)
5. Домар (Домар)
6. Димла (Димла)